# Rien qu'un surhomme
Rien qu'un surhomme (titre original : Odd John: A Story Between Jest and Earnest) est un roman de science-fiction de l'écrivain et philosophe britannique Olaf Stapledon paru en 1935. Cette œuvre, à travers le point de vue d'un surhomme appelé John, porte sur l'arrivée de mutants supérieurs à l'homme, qui remettent en cause les valeurs culturelles de l'humanité.

## Intrigue
John Wainwright se révèle, à partir de l'adolescence, surdoué dans de nombreux domaines par rapport à ses contemporains. Ainsi, prenant conscience de sa supériorité, il développe un véritable comportement amoral envers les autres hommes, et les considérant comme de simples animaux, il mène sur eux des expériences..

## Projet d'adaptation cinématographique
Le réalisateur George Pal a acheté les droits du roman pour le porter à l'écran. En 1966, le magazine américain Castle of Frankenstein, spécialisé dans les films de science-fiction et d'horreur, annonce que l'acteur David McCallum est pressenti pour jouer le rôle principal.

## Hommage
Dans la bande dessinée La Brigade chimérique, les auteurs Serge Lehman et Fabrice Colin rendent hommage au héros de Stapledon, rebaptisé John l'Étrange, en le représentant aux côtés de Sirius, un chien intelligent issu d'un roman de 1944, Sirius : Une histoire fantastique d'amour et de désordre (titre original : Sirius: A Fantasy of Love and Discord). Néanmoins, les auteurs de la bande dessinée ont donné une forme super-héroïque à John et Sirius, très éloignée du propos grave de l'auteur qui s'intéressait avant tout à l'accroissement de l'intelligence et de la solitude des êtres exceptionnels.